# 菩提尼密寺

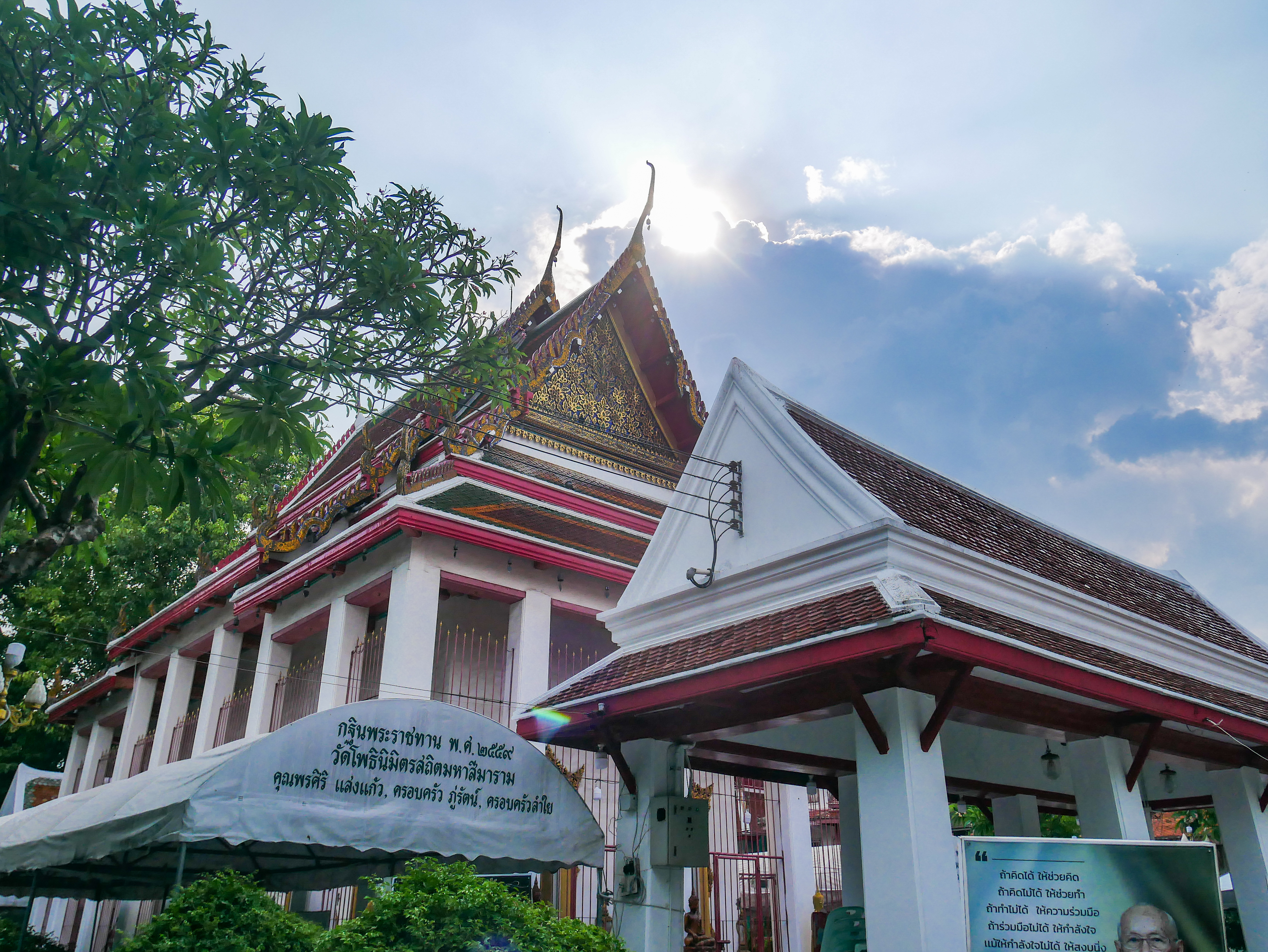
菩提尼密寺

菩提尼密寺，当地人普遍称之为卧佛寺，是一座位于泰国曼谷吞武里县的皇家寺庙。